# 莫斯科 (阿拉巴馬州)
莫斯科（英語：Moscow）是一個位於美國阿拉巴馬州馬倫戈縣的非建制地區。該地的面積和人口皆未知。

## 地理
莫斯科的座標為32°26′17″N 87°59′45.5″W / 32.43806°N 87.995972°W，而該地的平均海拔高度為27米（即89英尺）。